# Somaly Mam
Somaly Mam (ur. 1970 lub 1971) – kambodżańska pisarka, obrońca praw człowieka, koncentrująca się przede wszystkim na potrzebach ofiar handlu ludźmi i przemocy seksualnej. Założycielka dwóch fundacji, których działania są ukierunkowane na wyzwalanie osób które są bezprawnie niewolone i często wykorzystywane seksualnie, a także ich resocjalizację: AFESIP, czyli: Action for Women in Distressing Situations (1996), oraz Somaly Mam Foundation (2007). Jej staraniem w 2004 roku w Phnom Pehn powstał ośrodek Tom Dy Center, który niesie praktyczną pomoc skrzywdzonym dziewczynkom i kobietom.
W 1998 roku otrzymała prestiżową Nagrodę Księcia Asturii.